# Crisis china en Panamá de 1913
La crisis china en Panamá de 1913 fue un conflicto político entre el gobierno panameño de Belisario Porras y la colonia china asentada en Panamá, quien reaccionó a las medidas antiinmigración establecidas en la Ley 50 del 24 de marzo de 1913, que endureció las condiciones de permanencia de la colonia en el país y buscaba una deportación masiva. Estas medidas fueron el reflejo de un sentimiento xenofóbico en los primeros años de la vida republicana de Panamá, que buscaba sobre todo prohibir la entrada de inmigrantes de algunas zonas de Asia (en especial desde China) y el norte de África.
La situación había escalado el 9 de septiembre de 1913, cuando la colonia china en Panamá, con el apoyo del cónsul de la República de China Owyang King, decidió negarse a realizar un costoso y complicado registro so pena de encarar la deportación. El gobierno panameño respondió el 17 de septiembre con el retiro del exequatur consular a King y el cierre de la oficina consular china. La legación diplomática estadounidense asumió la tutela legal de la colonia china a través de Cyrus F. Wicker, secretario de la legación, y el gobierno panameño decidió aflojar algunas medidas luego de las negociaciones, pero la oposición criticó y acusó al gobierno de ceder ante los chinos, obligando al gobierno panameño a reasumir una postura de expulsión.
Tras meses de situación complicada, el 17 de noviembre de 1913 los comerciantes chinos se acogieron al cierre de sus negocios bajo la excusa de inventario, causando sorpresa e indignación de parte de los panameños, ya que parte del movimiento comercial de la ciudad capital estaba manejado por los chinos. Esto generó en una contraprotesta de ciudadanos panameños, donde 1500 personas se reunieron en la plaza de Santa Ana y lanzaron consignas nacionalistas en apoyo al gobierno.
Debido al constante apoyo de las autoridades estadounidenses a la colonia china, el gobierno panameño aceptó suavizar las medidas y evitar una deportación a gran escala el 3 de diciembre. Luego que la Corte Suprema de Justicia de Panamá decidiera no acoger recursos legales de los chinos, éstos optaron finalmente por registrarse en apenas un día llegando a la cifra de 7267 inscripciones de varones.

## Antecedentes

### Primeras oleadas

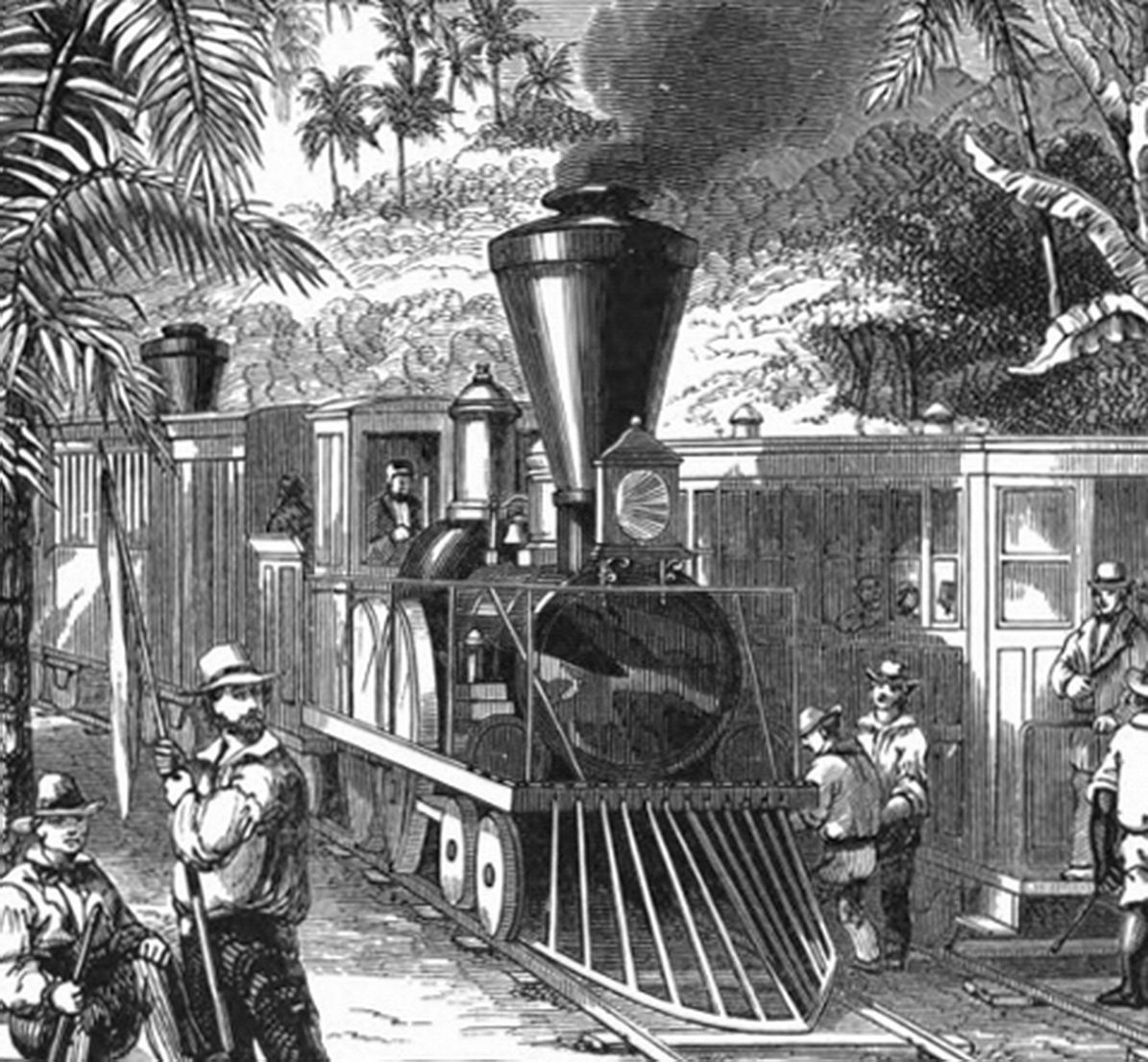
La construcción del ferrocarril de Panamá condujo a la llegada de la primera colonia china al país en 1854.

La presencia de chinos en Panamá se remonta a 1854, con la construcción del ferrocarril transístmico que recorre la parte más angosta del istmo de Panamá, con terminal en la capital panameña. La conformación de la primera colonia con 1262 chinos que ayudarían en el ferrocarril (fueron traídos como culíes, con paga muy baja pero con alta rentabilidad) sería opacada por constantes problemas derivados por la discriminación, el malsano estilo de vida, la nostalgia por su tierra natal y la restricción del consumo de opio, quedaron propensos a enfermedades mortales y a una ola de suicidios colectivos en la localidad de Matachín, donde fueron alojados. La tragedia ocasionó la muerte de 567 miembros de la colonia, muchos de éstos a través del suicidio. Del resto que sobrevivió, varios optaron por el canje comercial con gente de Jamaica (207 personas), Costa Rica (77 personas) y California (30 personas); mientras que los demás decidieron quedarse en Panamá. Debido a la lejanía de la nación que los representaba, la legación estadounidense adoptó el papel de representante legal de la colonia china.
La colonia china sobrevivió en chozas en las zonas de extramuros de la capital, conocida también como arrabal, y construyeron huertos agrícolas en la zona que actualmente ocupa el Instituto Nacional de Panamá. Las cosechas generadas por la colonia china eran vendidas a través del mercado público o a través de la venta de puerta en puerta. Con el inicio de la construcción del canal de Panamá por parte de los franceses en la década de 1880, la migración de chinos a Panamá fue notable con la llegada de tres olas de trabajadores hasta 1895, aunque con el quiebre del canal francés éstos comenzaron a dispersarse por el territorio panameño estableciendo tiendas minoristas y pequeñas empresas, especializados en la venta de productos de origen chino y japonés, sin ningún tipo de restricción por parte de las autoridades colombianas. En 1882 se fundó la primera sociedad china, que ayudó a ancianos chinos en situación vulnerable y eventualmente se convirtió en 1904 en la Sociedad de Beneficencia China de Panamá.
No obstante, el crecimiento de la colonia china en Panamá estaba generando roces con la población local, ya que muchos de estos trabajadores venían originalmente como culíes (una vez culminado el contrato debían regresar a China), pero la situación irregular en donde eran sometidos a un tráfico injusto, los hacía imposible de regresar a su país de origen y se quedaban en Panamá. Se presume que para finales del siglo XIX existieron alrededor de 3000 chinos varones. Los chinos comenzaron a acaparar el comercio al por menor, sobre todo en el negocio de las abarroterías, lo que causó rencor en la población local. La imposibilidad de integración con la sociedad panameña, los diferentes rasgos fisonómicos y el aparente mal aura de los chinos sobre todo con su notable dependencia al opio, generó un creciente sentimiento sinofóbico en Panamá, y se llegó a crear la Sociedad Anti-China de Panamá en 1890, pero el gobierno colombiano resolvió con desautorizarlo el 8 de agosto del mismo año, aduciendo que la migración china era legal en el país. La colonia china dependía de los cónsules estadounidenses en las ciudades de Panamá y Colón, debido a que Colombia y China no mantenían relaciones diplomáticas directas.

### Inicios delsigloXX

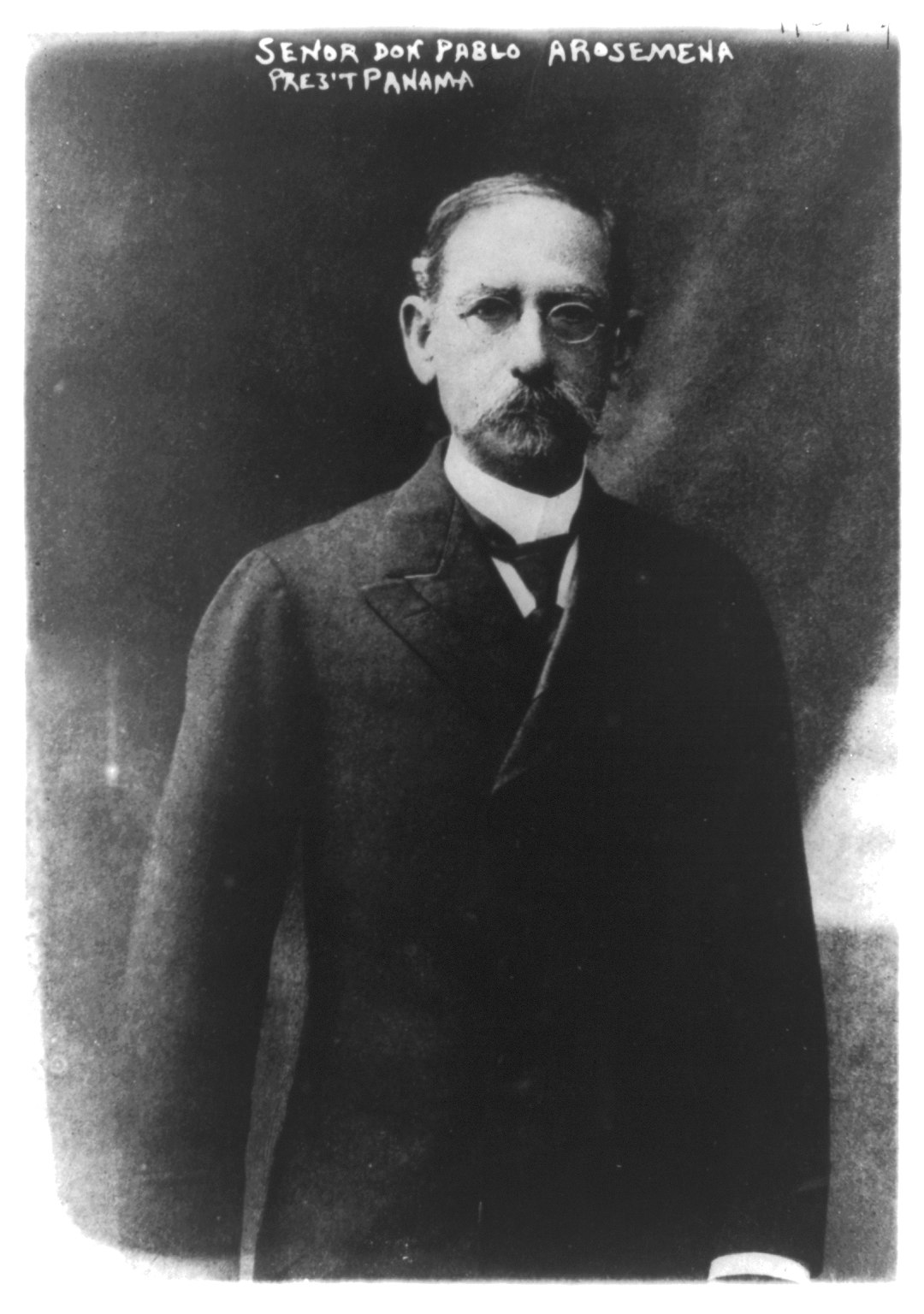
Pablo Arosemena, propulsor en 1904 de la prohibición de la migración de asiáticos a Panamá, en especial con los chinos.

Con el inicio del siglo XX se dio la fase de construcción del canal por parte de los estadounidenses y además Panamá se convirtió en una nación independiente. La colonia china se había expandido por el área de Santa Ana, El Chorrillo y La Boca, en especial con la conformación de un barrio chino en el área de Salsipuedes y el Terraplén. Pero, el advenimiento de la nueva nación condujo a que el gobierno panameño evaluara medidas estrictas antiinmigración, asumiendo posturas similares a la del gobierno estadounidense que había restringido la migración de chinos en su país (Ley de Exclusión China de 1882), y a través de la Convención Nacional Constituyente se emitió la ley 6 del 11 de marzo de 1904 que prohibió la inmigración de chinos, turcos y sirios a Panamá. El presidente de la Convención, Pablo Arosemena, sustentó esta medida en la prohibición de la inmigración asiática y en un eventual orden estricto en su conducta e higiene ante los panameños, y apelando al chauvinismo consideraba que los chinos se constituían en una competencia desleal, que aceptaba pagos por debajo comparado con los nacionales. Sin embargo, la prohibición de 1904 era insuficiente, ya que la crisis política en China se hacía más notable y había huecos e irregularidades en los procedimientos migratorios, logrando ingresar en grandes números en clandestinidad.
La ley de 1904 fue reglamentada a través del decreto 35 del 15 de abril del mismo año, que contenía 47 artículos y los modelos de registros de inscripción, también incluía minuciosos y complejos procedimientos para divulgar la nueva ley e instruir a los alcaldes de los distritos en el registro de quienes formaban parte de las migraciones prohibidas. Adicionalmente, el decreto 35 de 1904 fue complementado con el decreto 74 del 14 de mayo de 1906, que atendía una cuestión con las esposas e hijos menores de los migrantes.
El 25 de marzo de 1907, Panamá comenzó a tener acercamientos directos con la dinastía Qing. Poco después, el 21 de septiembre de 1907 se promulgó el decreto 14, que derogaba los decretos de 1904 y 1906, aduciendo que se estaban produciendo algunos excesos y que el espíritu de la ley 6 no se estaba cumpliendo con ellos.
En 1908 se tenía contabilizado que 519 de los 653 comercios establecidos en la capital panameña eran de propietarios chinos. No obstante, la creciente discriminación contra los chinos obligó a que las autoridades de ese país establecieran en 1909 un consulado en la capital panameña para atender estos casos, y nombraron a Owyang King, antiguo cónsul chino en Vancouver como el nuevo cónsul en Panamá, llegando al año siguiente. Adicionalmente en 1909, Wu Tingfang, ministro plenipotenciario chino en Estados Unidos y concurrente en México, Cuba y Perú, hizo una escala en Panamá mientras iba de viaje a Perú, y constató que habían más de 3000 comerciantes y muy pocos obreros, dispersos en las ciudades de Panamá y Colón, con ingresos de más de 10 millones de dólares y con numerosos comercios establecidos en las riberas del canal, pero que recibían constante maltrato al no haber un cónsul acreditado localmente.
Por parte del gobierno panameño, se siguió reformando la ley 6 de 1904 y se dispuso a través de la ley 28 del 6 de febrero de 1909 y el Decreto 12 del 22 de febrero de 1909, la flexibilización de algunas condiciones de reemplazo de nuevos comerciantes chinos en comercios legalmente establecidos (lo que conllevó al registro de dichos comercios y sus empleados) y la salida autorizada de chinos residentes legalmente en Panamá hasta por dos años. Sin embargo, con el decreto 42 del 24 de junio de 1909 se prohibió el registro y emisión de carta de ciudadanía a las esposas e hijos de los migrantes asiáticos que estaban laborando en Panamá, debido a que eso podría ocasionar un crecimiento explosivo de las colonias migrantes.
Según el primer censo nacional de 1911, de los 336 742 habitantes que fueron censados en el territorio panameño, unos 2003 eran de origen chino, aunque se presume que la cifra real estaba alrededor de los 7000 chinos. Éstos se encontraban aglomerados en las ciudades de Panamá, Colón y Bocas del Toro.
El sentimiento sinofóbico creció tanto que en 1912 el diputado de la Asamblea Nacional de Panamá Nicolás Justiniani presentó un proyecto de ley que buscaba la expulsión total de los chinos en Panamá. La propuesta radical no tuvo acogida, pero se emitió el Decreto 2 del 11 de enero de 1912 que buscaba aumentar la vigilancia de los chinos que entraban y salían del país, con el fin de no burlar la ley de 1904.

## La crisis

### Efectos de la Ley 50 de 1913
Dada la situación surgida en el año anterior, la legación china en Washington D. C. solicitó el 13 de marzo de 1913 al Departamento de Estado de Estados Unidos que interviniera a través de sus agentes diplomáticos para ayudar a la colonia china, ya que se estaba discutiendo en la Asamblea Nacional un proyecto de ley que imponía un severo registro de todos los chinos. Al poco tiempo, se aprobó la Ley 50 del 24 de marzo de 1913, que contenía 40 artículos y derogó a las leyes de 1904 y 1909, imponiendo nuevas prohibiciones y complicando más la permanencia de los migrantes.
La norma mantenía la prohibición de la migración de chinos, sirios y turcos, pero también fue añadida una prohibición a norteafricanos de origen turco (Art. 1), y establecía medidas duras a quienes tratasen de introducir a estos migrantes, incluyendo el deber de expulsar a estos migrantes por su cuenta (Art. 2, 3 y 19). Adicionalmente, todos los migrantes que cumpliesen condiciones de finca o establecimiento propio o si tuviesen una historia laboral debían ser registrados ante el gobernador de provincia mediante el pago de costosas estampillas de timbre nacional (Art. 5-7): para aquellos que no estaban registrados previamente debían pagar 20 estampillas de cuarta clase (alrededor de 210 balboas, unos 6500 balboas al cambio actual) y para aquellos que sí estaban registrados con antelación debían pagar cuatro estampillas de tercera clase (alrededor de 25 balboas, unos 770 balboas al cambio actual). También obligaba a todos los registrados a renovar su cédula cada seis meses ante el gobernador (Art. 14) so pena de una multa de 10 balboas (300 balboas al cambio actual).
Además, prohibía el comercio y consumo de opio y las situaciones de violencia física entre los migrantes, so pena de expulsión (Art. 15), también prohibía la migración de cualquier individuo originario de esas regiones según criterio racial, aunque estuviesen nacionalizados en un país distinto (Art. 16); sólo los agentes diplomáticos que representaban a esas naciones estarían exentos de cualquier prohibición (Art. 17).
También regulaba a los clubes y sociedades chinas (Art. 25), obligándolos a filiar todos sus miembros ante el alcalde del distrito, mantener limpio y arreglado el local bajo revisión de la policía y los bomberos; y pagar un gravamen mensual de 1000 balboas (unos 30 000 balboas al cambio actual) a quienes se establecían en la capital, unos 600 balboas si se establecían en Colón, unos 300 balboas si lo hacían en Bocas de Toro y unos 100 balboas en cualquier otro lado del país. Aparte, el club debía pagar un adelanto de tres meses de gravamen si deseaba establecerse. Además, estarían sometidos a un estricto escrutinio en sus miembros y en sus finanzas (Art. 27 y 28), y a un control férreo en el aspecto policial y jurídico en dichas asociaciones si en caso tal ocurriese alguna actividad ilegal (Art. 29-36). Finalmente, el gobernador de cada provincia era el encargado de hacer el registro de las casas comerciales y su personal (Art. 38).
La reacción inicial del cónsul chino Owyang King ante la nueva norma era anticonstitucional y emitió nota de protesta ante el Secretario de Relaciones Exteriores, Ernesto T. Lefevre; compartiendo su preocupación de que el alto costo que debían asumir los pequeños comerciantes chinos en el registro (que luego fue subido de 210 a 250 balboas por persona) los llevaría a la bancarrota. Con el apoyo del ministro estadounidense Henry Percival Dodge, se concertó una reunión con el canciller Lefevre y el ministro de finanzas Eusebio A. Morales. La respuesta de Lefevre era que si bien el gobierno del presidente Belisario Porras consideraba la ley 50 como «injusta», la Asamblea Nacional que aprobó la ley era abiertamente sinofóbica y que llevar la demanda de anticonstitucionalidad ante la Corte Suprema de Justicia de Panamá no iba a ser la mejor vía.
También había una gran preocupación entre los mayoristas y trabajadores panameños que colaboraban estrechamente con los comerciantes chinos, quienes veían el cierre de los negocios o la expulsión de los chinos como el fin de su sustento laboral. Los bancos de inversión estadounidenses soltaron las alertas ya que dieron una gran cantidad de créditos a los comerciantes chinos y la medida los impactaría económicamente, pidiendo que se postergara la medida por seis meses al menos.
El gobierno panameño emitió el Decreto 44 del 31 de mayo de 1913, que se complementó con la Ley 50 y obligaba a los alcaldes de cada distrito en 15 días luego de publicado en Gaceta Oficial a hacer un censo de todos los miembros de las inmigraciones prohibidas dentro del distrito, y las copias de estos censos serían enviados al gobernador de provincia y al Secretario de Relaciones Exteriores, donde serían recopilados en dos libros, uno exclusivamente para el registro de chinos y otro libro para las otras nacionalidades. Por último, hicieron algunas adiciones con el Decreto 92 del 19 de junio de 1913, que buscaba regular las asociaciones de miembros con nacionalidades de inmigraciones prohibidas.
La Cámara de Comercio China emitió una nota de protesta el 18 de junio de 1913, haciendo énfasis en los altos costos para poder permanecer en el país. Adicionalmente, el diario La Estrella de Panamá en su nota editorial defendió la colonia china justificando su disposición comercial y su importancia en la comunidad panameña. El período entre junio y septiembre de 1913 fue de constante negociación entre el gobierno panameño y el encargado de negocios estadounidense Cyrus F. Wicker (ante el fin de la misión diplomática del ministro Price), quien terciaba a nombre de los intereses chinos, pero sin llegar a la presión, por lo que las negociaciones fluyeron.

### Desacato de la colonia china

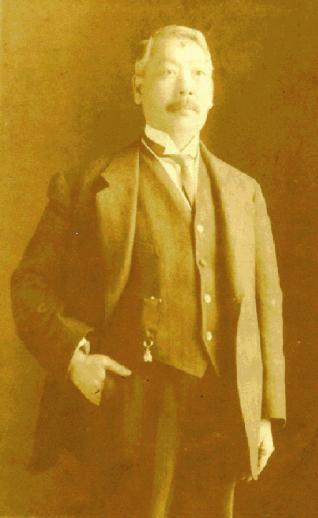
Owyang King, primer cónsul chino en Panamá. Su decisión de apoyar a la
colonia china en negarse al registro establecido por el gobierno panameño en 1913 le causó el retiro del exequatur consular y su expulsión de Panamá.

A pesar de las negociaciones directas entre Panamá y Estados Unidos, el cónsul Owyang King persistió en demandar la ley desde la vía judicial por lo que, junto con abogados panameños, la colonia china decidió públicamente el 9 de septiembre de 1913 en no acatar el registro y se desencadenó una crisis política. Los funcionarios estadounidenses no compartían las acciones del cónsul chino de demandar la norma por la vía judicial.
La reacción del gobierno panameño fue durísima, ya que consideraron las acciones del cónsul chino como un obstáculo para que la colonia asumiera legalmente las disposiciones nacionales. El propio presidente Porras comunicó el 17 de septiembre de 1913 a través del Decreto 75 que el exequatur del cónsul King sería revocado y se le declaraba persona non grata. Panamá añadió que no necesitaba negociar con China por lo que mandó a retirar la placa del consulado general chino y King fue expulsado del país.
El gobierno estadounidense estuvo al tanto de la situación y bajo solicitud del canciller chino se designó al encargado de negocios Wicker, como encargado de los intereses chinos para desactivar la crisis generada, y recibió 1400 cédulas por parte del cónsul chino antes de su expulsión. El gobierno panameño consideró como favorable el relevo de la negociación, sin embargo, Wicker consideró que Panamá se encontraba en una posición vulnerable por la crisis, pero el gobierno estadounidense corrigió a Wicker indicando que no se podía presionar a Panamá ya que él representaba en primer lugar como agente diplomático de Estados Unidos, y no de China.
Panamá se encontraba en una situación compleja ya que por un lado flexibilizó su postura ante la negociación con los estadounidenses, pero la oposición política señalaba constantemente al gobierno de ser condescendiente y débil ante los chinos, quienes se negaban insistentemente al registro. Esta presión obligó al gobierno panameño a detener las negociaciones el 13 de noviembre y lanzar un ultimátum de 72 horas que fue subestimado por los chinos. Estados Unidos protestó por la medida sin sentido del gobierno panameño, y dejó a Panamá sin más opciones que retirar el ultimátum y regresar a las negociaciones.
No obstante, a mediados de noviembre se conoció a través de un telegrama que el gobierno panameño había comunicado al representante Wicker de que los chinos son «una raza inferior que no tiene derecho a la protección de la constitución panameña» y que la ley «se aplicaría en un plazo de 72 horas». Adicionalmente, el 14 de noviembre se supo que el gobierno panameño había ordenado a través del gobernador de la provincia de Panamá el arresto, la imposición de trabajos forzados por seis meses y la posterior expulsión de diez importantes comerciantes chinos, y a otros más a cambio de que la colonia china se registrara dentro de los próximos diez días. Tanto la representación china en Washington como el gobierno estadounidense estaba al tanto del repentino cambio de posición. La situación había llegado al punto que el canciller chino Sun Baoqi, desde Pekín, señaló en duros términos las consideraciones del gobierno panameño como un «insulto a un país amigo».

### Cierre de tiendas y contraprotestas

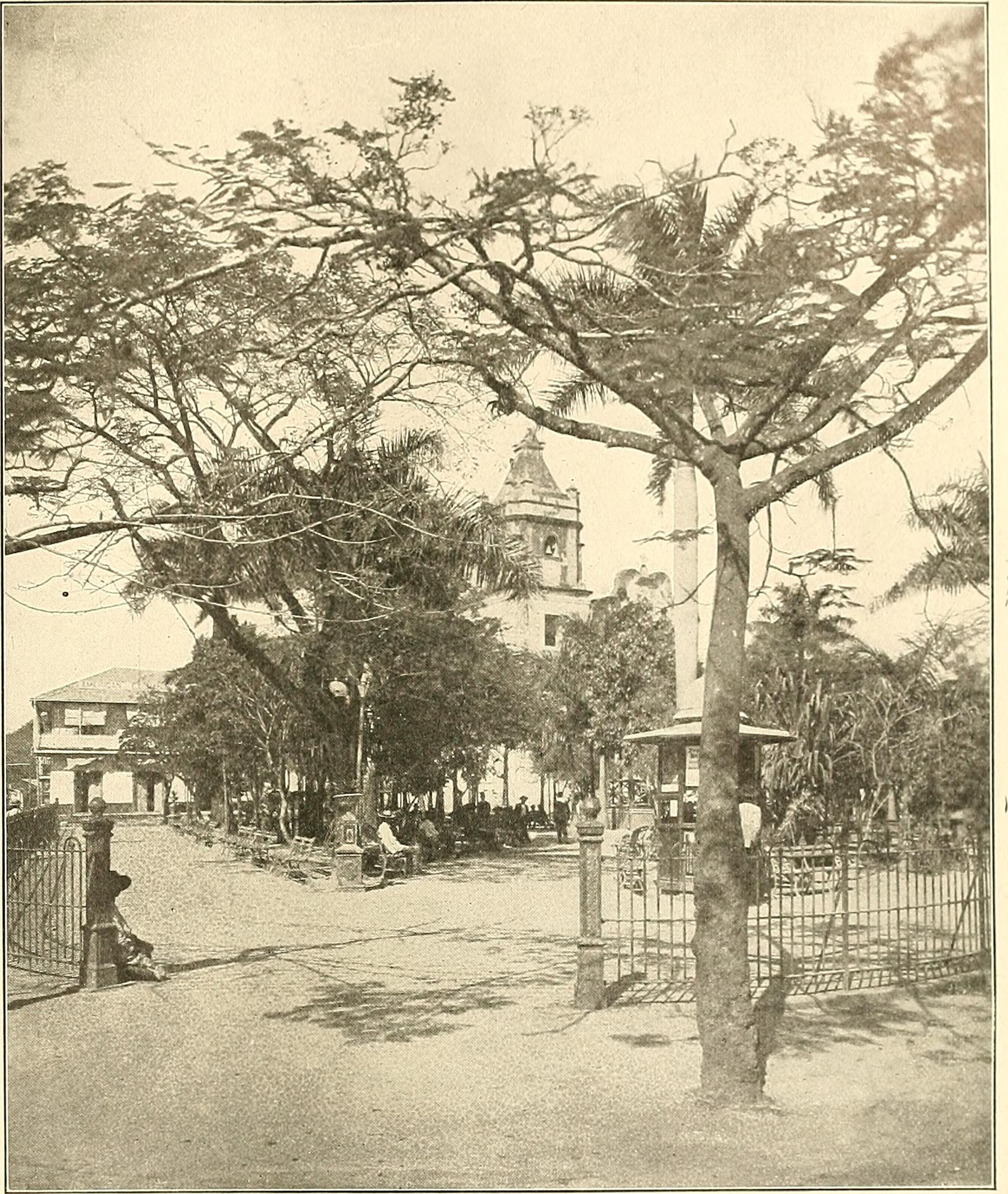
Plaza de Santa Ana en 1913.
Tras el cierre de los negocios administrados por los chinos se convocó a un gran mitin nacionalista en apoyo al gobierno panameño.

Las últimas acciones que había ordenado el gobierno panameño, tiraron al traste el notable progreso en las negociaciones de la última semana, en el que la colonia china ya estaba considerando seriamente en registrarse. Con el repentino deterioro de la situación, la colonia china decidió adoptar medidas de presión más efectivas para expresar su repudio.
La colonia china adoptó el cierre de todos sus negocios en las principales ciudades de Panamá y Colón, bajo la excusa de realizar el inventario de sus productos, comenzando a ocurrir el 17 de noviembre y que duró por varios días. Debido a la situación se comenzaron a escasear productos y hubo un aumento de precios en los víveres de las tiendas que seguían abiertas, en especial del arroz que pasó de cuatro a diez centésimos de balboa. Los efectos habían causado molestias entre los panameños sobre todo en las clases más pobres y comenzaron a circular notas anónimas de un mitin nocturno para respaldar al gobierno panameño. Dicho mitin de carácter nacionalista se realizó en la plaza de Santa Ana con la asistencia de 1500 personas y tuvo como orador principal al poeta Ricardo Miró. Se temía un efecto de represalia contra los chinos, por lo que el representante Wicker solicitó a la colonia mantenerse dentro de sus casas y pidió protección policial para las propiedades chinas.
El representante de China en Washington estuvo solicitando a través de Estados Unidos la suspensión de la revocación del exequatur consular y nombrar urgentemente un nuevo cónsul en Panamá, con el fin de rebajar las tensiones. El representante Wicker, por su parte, conversó con representantes de la colonia china y sugirió que la Asamblea Nacional de Panamá era el único que podría desactivar la crisis, a través de las sesiones ordinarias que se realizarían en octubre de 1914 o a través de una sesión extraordinaria que tenga como fin discutir y reemplazar la Ley 50 de 1913, tomando en cuenta que el canciller panameño Lefevre había garantizado verbalmente a Wicker que se discutirían las modificaciones si el tema entraba al recinto legislativo. Además, Wicker añadió que la situación estaba generando demasiada atención en otras colonias chinas en Sudamérica y que empresarios estadounidenses veían con preocupación los sucesos en Panamá.
El 20 de noviembre finalmente el gobierno panameño, a través del canciller Lefevre, consideró que aceptaría a un nuevo cónsul chino, aunque no se sabía bajo que naturaleza se haría el nombramiento. También, el representante Wicker pidió ayuda a Estados Unidos a que transmitiera al gobierno chino las novedades en Panamá, además que estaba recibiendo los bienes inventariados de los chinos, en caso de que alguno fuese deportado. La colonia china mantenía el cierre de las tiendas y sólo iban a aceptar órdenes desde Pekín, optando por no registrarse antes de la discusión de cualquier modificación de la ley.
El 24 de noviembre, tras una semana de cierre los negocios terminan de contabilizar el inventario y reabren tras una relajación de las tensiones que incluyó el recurso de habeas corpus interpuesto por los comerciantes chinos arrestados bajo requerimiento del gobernador de la provincia de Panamá. No obstante, la Corte Suprema de Justicia desestimó el habeas corpus ya que no tenía la potestad de determinar la constitucionalidad o no de la ley que el gobernador provincial invocó para el arresto.
Esta situación reactivó la preocupación en la colonia china, ya que aparte se fijó un nuevo ultimátum de 48 horas por parte del gobierno panameño para registrarse bajo riesgo de su deportación; el representante Wicker pidió con carácter de urgencia pronta respuesta del gobierno chino en Pekín, ya que se estaba convocando una nueva reunión por parte de miembros de la colonia china y se temían nuevos cierres. El 25 de noviembre se realizó una audiencia de urgencia con el nuevo ministro plenipotenciario estadounidense William Jennings Price, el representante Wicker y el canciller Lefevre, donde se pospondría la aplicación de la ley para el 27 de noviembre, a cambio de que se pueda concertar un registro previo de los chinos, tomando en cuenta la palabra del canciller Lefevre en que se harán posteriormente las modificaciones necesarias a la ley.

## Resolución de la crisis

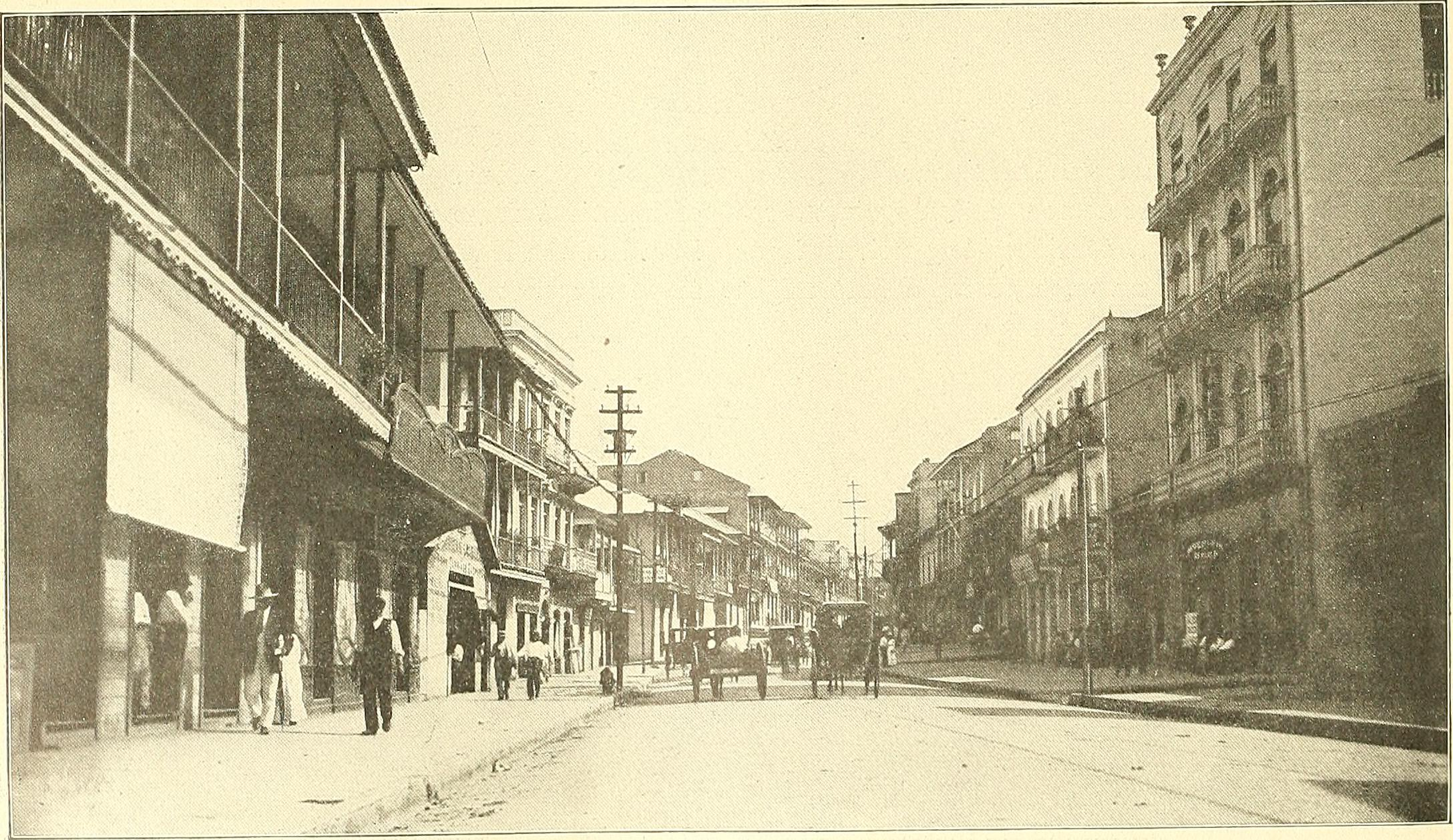
Vista de la Avenida Central en 1913, principal arteria comercial de la capital panameña durante la época. Los negocios administrados por comerciantes chinos de la ciudad capital y Colón habían decidido cerrar por inventario en la semana del 17 de noviembre, como forma de presión.

La cancillería panameña anunció el 3 de diciembre de 1913, un borrador de acuerdo de modificación a la Ley 50, tipificado en ocho puntos:
1. El objeto de la ley es simplemente contabilizar a los chinos y evitar una mayor inmigración.
2. Los chinos que posean cédulas vigentes obtendrán cédulas nuevas mediante el pago de 3 dólares estadounidenses.
3. Las cédulas antiguas no serán destruidas, sino que se adjuntarán a las nuevas.
4. Las nuevas cédulas confirman a sus poseedores el derecho a residir permanentemente en el país.
5. Los chinos que no posean cédulas o sean fraudulentas, serán expulsados, pero podrán permanecer en Panamá pagando la mitad del impuesto exigido por la ley, es decir, 125 dólares, y entregando un pagaré por el saldo, pagadero el 1 de enero de 1915, tres meses después de la próxima sesión de la Asamblea Nacional de Panamá.
6. El Gobierno acuerda solicitar a la Asamblea la cancelación de las notas, reduciendo el impuesto total de 250 a 125 dólares.
7. Quienes hayan extraviado sus cédulas podrán acreditar su residencia y adquirir otras nuevas por 3 dólares, comprobando el extravío de manera justificada.
8. Ciertos chinos ancianos y enfermos podrán permanecer en el país, sin ser molestados.

El acuerdo fue satisfactorio para todas las partes y finalmente se pudo reabrir todos los negocios chinos afectados, normalizando la vida comercial. El representante Wicker informó que la colonia china finalmente comenzó a registrarse, aunque con cierta reticencia. El registro final totalizaría con 7267 chinos inscritos, sin contar a las mujeres.
El representante chino en Washington agradeció el 10 de diciembre al gobierno estadounidense por asegurar los intereses de sus conciudadanos en Panamá. El 12 de diciembre se informó que el nuevo cónsul chino Fong Tsiang Kwang estaba en Washington rumbo a Panamá, y al día siguiente la cancillería panameña informó al ministro estadounidense Price que emitiría el exequatur al nuevo cónsul chino, una vez presentara sus credenciales; dando por fin la asistencia estadounidense a la colonia china tras la resolución de la crisis.

## Situaciones posteriores

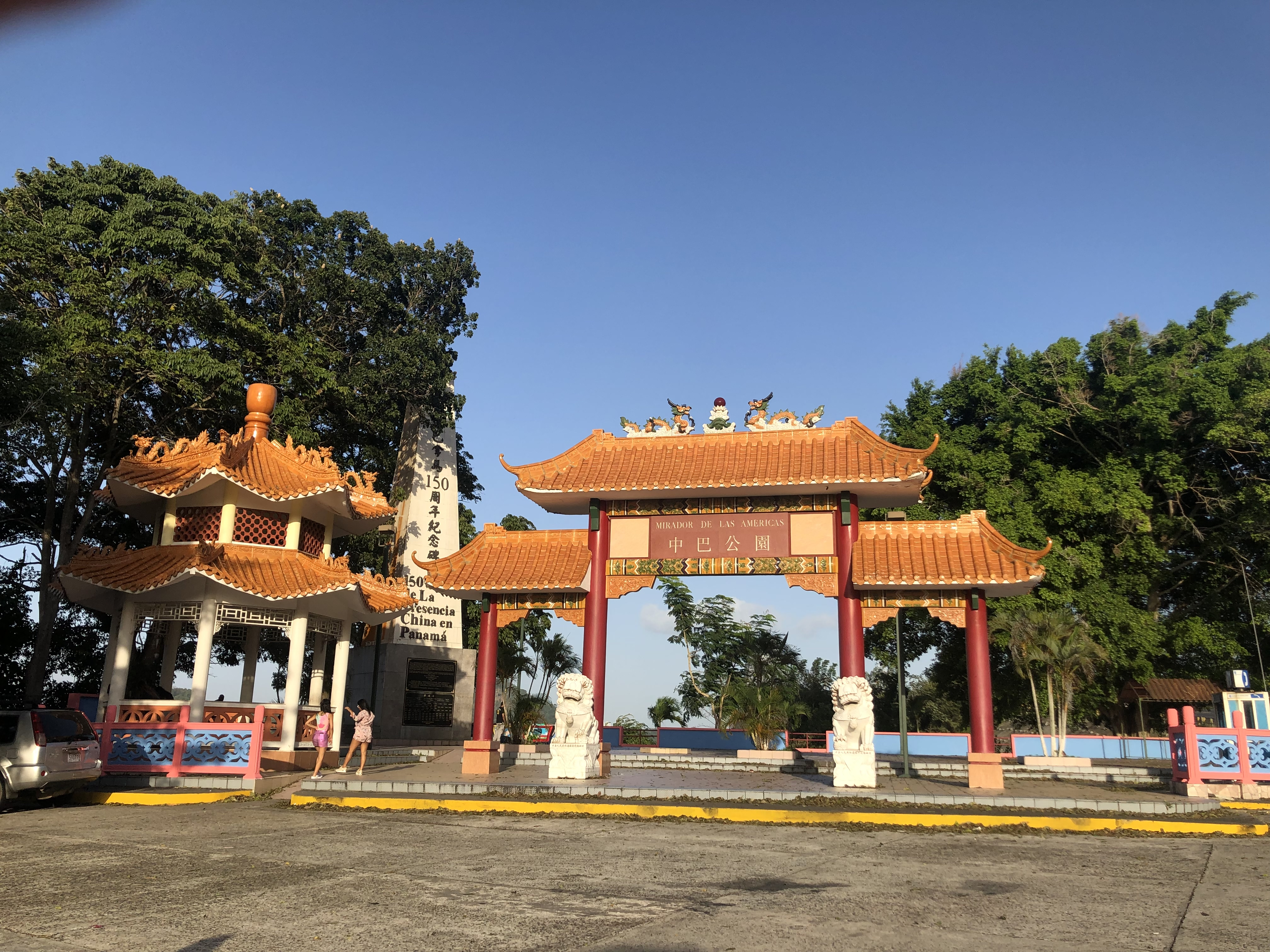
Monumento mirador que conmemora el 150° aniversario de la comunidad china en Panamá.

Por efectos del acuerdo del 3 de diciembre de 1913, la aplicación de la Ley 50 quedó virtualmente suspendida hasta que se aprobasen los cambios vía Asamblea Nacional. El ministro plenipotenciario estadounidense Price informó el 30 de enero de 1915 que los cambios estaban siendo discutidos en la Asamblea, pero tras la aprobación en segundo debate, algunos cambios consensuados fueron negados por los diputados y la discusión quedó estancada. Debido a los temores de que se activara una nueva crisis, el canciller Lefevre aseguró que se tomarían medidas para que la discusión quedase estancada hasta el final de las sesiones ordinarias, el 25 de febrero, y agregó que la suspensión de la Ley 50 en las medidas conflictivas se mantendría así de manera indefinida.
El cónsul chino en Panamá estaba de acuerdo en que se mantuviera el status quo antes que reactivar la discusión del tema por la vía legislativa; y las autoridades chinas vieron con beneplácito el resultado, llegando a agradecer al equipo diplomático estadounidense por sus servicios. Para la colonia china, la situación fue tan favorable que un grupo de comerciantes chinos fue a la legación estadounidense y entregaron al ministro plenipotenciario Price una copa ceremonial de plata con una inscripción dedicatoria y una carta adjuntada, escritas ambas en inglés y chino, con firmas de principales miembros de la colonia.
La situación con la colonia china, empero, no mejoró en los años siguientes y continuaron los actos de acoso, hostigamiento y discriminación. En 1921 se desencadenó otra crisis china con la detención de muchos residentes chinos debido a cambios en la cédula de permanencia. El cónsul chino elevó nota de protesta, pero fue ignorado y sólo con la llegada del ministro plenipotenciario residente en Cuba se pudo revertir la crisis. Posteriormente, con la aprobación de la Ley 13 del 23 de octubre de 1926 se amplió la prohibición de migración de los chinos junto a otras nacionalidades y se complicó el retorno de residentes chinos que habían salido del país, entre otras medidas restrictivas. Posteriormente, a través de la Ley 6 del 29 de marzo de 1928 se estableció un nuevo marco migratorio, permitiendo apenas la entrada al país de 10 chinos por año; pero con la Ley 26 del 1 de diciembre de 1932 la situación es revertida nuevamente a una prohibición total.
Durante la década de 1930 se continuó con medidas de presión a la colonia china que seguía creciendo, incluyendo la obligación de presentar la contabilidad de los negocios en idioma español y la exigencia de que el 75% del personal que se contratara en las tiendas fuesen panameños. Todas las medidas que se establecieron fueron disputadas y revertidas por la legación china y su colonia, algunas de ellas por ser contrarias a la Constitución.
No obstante, el ascenso de Arnulfo Arias Madrid como presidente de Panamá, conllevó a la prohibición de la migración en ciertas nacionalidades bajo el concepto de «razas» a través de la Constitución de 1941, que reemplazó a la Constitución vigente desde 1904, y que fue criticado por haberse inspirado de manera sospechosa en la ideología de la Alemania Nazi. El objetivo del gobierno de Arias Madrid era reducir la influencia comercial de chinos e indios, imponiendo numerosas medidas restrictivas para favorecer el comercio por parte de panameños. Debido a la nueva coyuntura, los comerciantes chinos se vieron obligados a casarse con mujeres panameñas y permitir el traspaso de la titularidad de los negocios con el fin de seguir administrando; también dio como origen a una nueva generación de chino-panameños que no sólo se encargarían del comercio, sino que tendrían acceso a profesiones liberales (prohibidas por ley para sus ancestros) y comenzarían a involucrarse en aspectos sociales y políticos en Panamá.
La entrada de Panamá a la Segunda Guerra Mundial, en diciembre de 1941, puso a esta nación en el mismo grupo de aliados con Estados Unidos y China, por lo que comenzó a verse más favorable la imagen de la comunidad china. Finalmente, tras la contienda, en 1946 se promulgó una nueva Constitución que eliminó de manera integral la discriminación racial establecida en 1941, haciendo sintonía con la nueva realidad global. Finalmente, en 1954 las relaciones entre Panamá y la República de China se consolidaron llegando a nivel de embajadas.